# Castrimoenium
(Girolamo Torquati, Studi storico-archeologici sulla città e sul territorio di Marino, vol. I, cap. XVII p. 136.)
Castrimoenium (in italiano antico Castromenio, Castrimonio o Castrimenio) fu un municipium romano del Lazio, collocato approssimativamente nel territorio comunale dell'attuale Marino, in provincia di Roma.

## Storia
Sono possibili tre origini etimologiche del toponimo Castrimoenium: la prima dal nome proprio di persona Menius, la seconda e la terza dai nomi comuni di cose moenium ("muro") o maenianum ("altura").
Una variante del toponimo Castrimoenium, attestata in un'epigrafe (CIL XIV, 2460), è Castrimonium.
Un'altra etimologia possibile potrebbe essere Castri Marii, poiché presso Marino viene tradizionalmente ubicata anche una villa suburbana di Gaio Mario: tuttavia questi sviluppi etimologici non sono altro che congetture erudite, prive di rigoroso fondamento storico.

### Controversie sull'ubicazione
La repentina scomparsa di Castrimoenium non ha lasciato nella storia dati certi sull'esatta ubicazione del municipium. Comunemente è identificato nel territorio comunale di Marino, sui Colli Albani, nell'area dei Castelli Romani: nello stesso comune si trovavano il Locus Ferentinum, luogo delle adunanze della Lega Latina dopo la distruzione della vicina Alba Longa, e le città latine di Bovillae e Mugillae, la prima che continuò ad esistere almeno fino al I secolo, la seconda che cessò di esistere dopo il saccheggio dei Volsci di Gneo Marcio Coriolano.
L'unico studioso che ha pensato di collocare Castrimoenium fuori dal territorio marinese è stato lo storico ottocentesco Francesco Giorni, che parlò dell'esistenza di due castra dal nome quasi identico, Castrimoenium e Castrimoenium, varietà di denominazione attestate dalle epigrafi scoperte fino ad allora, e collocò il primo ad Albano Laziale, il secondo a Marino. A questi tuttavia rispose un altro archeologo, il padre agostiniano eremitano Giuseppe Ranghiasci, che affermò con forza che il sito di Castrimoenium era collocato presso l'attuale centro di Marino. Tra i due litiganti, pensò di intervenire lo storico ed archeologo Girolamo Torquati, autore degli "Studi storico-archeologici sulla città e sul territorio di Marino", che diede torto ad entrambi i colleghi collocando Castrimoenium nientemeno che in comune di Grottaferrata, presso la località di Castel de' Paolis, estremamente vicina al centro di Marino da cui è separata solo dalla Valle de' Paoli o dei Morti. Con il Torquati convenne l'archeologo ed epigrafista tedesco Hermann Dessau, ma dissentì lo studioso dell'Agro Romano Giuseppe Tomassetti, che all'inizio del Novecento propose come ubicazione del centro del municipium il sito dell'attuale parco pubblico di villa Desideri.
Ad oggi, l'ubicazione considerata più probabile è quella di Castel de' Paolis, con alcune cautele circa una possibile ubicazione presso il rione Castelletto, il quartiere alto-medioevale del centro di Marino.
Di recente è stata proposta l'identificazione del sito di Castrimoenium in località Castellano, in territorio comunale di Ciampino, sulla base di una ragionata ricostruzione dell'ubicazione della vigna Septimii, nella quale fu attestato il ritrovamento dell'importante decreto dei decurioni di Castrimoenium schedato come CIL XIV, 2466.

### L'età repubblicana

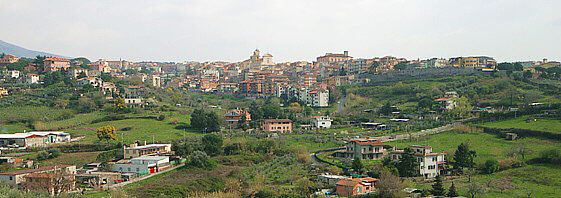
Il centro di Marino visto dalla località di Castel de' Paolis in comune di Grottaferrata, proposta come probabile sito di Castrimoenium.

Lo storico ed archeologo Girolamo Torquati ha ipotizzato che un accampamento fortificato stabile fosse stato fondato nel 338 a.C. dal console Gaio Menio Publio, quando Roma sconfisse alcune città latine ribelli (tra cui Velitrae, che fu duramente punita per le sue continue ribellioni) ed impedì nuove riunioni della Lega Latina: di conseguenza sarebbe diventato utile presidiare lo storico luogo delle adunanze latine, il Locus Ferentinum, situato (si riteneva allora) presso il centro di Marino in località Prato della Corte. In realtà gli studi più recenti tendono ad escludere che il Lucus Ferentinum" fosse localizzato a Marino, e propendono per l'area del lago di Turno, in territorio comunale di Castel Gandolfo.
La prima menzione di Castrimoenium viene fatta comunque risalire a Plinio il Vecchio nella "Naturalis Historia", che parla dei castrimoenienses come abitanti di una colonia del Lazio esistente alla sua epoca.
Anche Sesto Giulio Frontino, nell'opera storiografica "De Coloniis" a lui attribuita, menziona i moenienses o munienses tra i cinquantatré popoli latini che vennero assoggettati dai Romani senza lasciare alcuna traccia, ed afferma che Castrimoenium sarebbe stato fortificato in forza della legge sillana sulla centuriazione del territorio incluso tra Bovillae e Tusculum.

### L'età imperiale
Nella prima età imperiale Castrimoenium risulta in piena vitalità: era infatti un municipium retto da quattorviri (CIL XIV, 2457) e da un consiglio di decuriones (CIL XIV, 2471), nonché provvisto di patronus (CIL XIV, 2468). Il municipium era fiorente tanto da onorare Augusto (27 a.C.-14, CIL XIV, 2459), Marco Aurelio (161-180, CIL XIV, 2461) e Lucio Vero (161-169, CIL XIV, 2462). L'imperatore Adriano (117-138) fece eseguire alcuni lavori nel municipium per sua munificenza (CIL XIV, 2460). Poi, non si hanno più menzioni datate o databili del municipium, che decadde prima dell'alto Medioevo: la prima citazione del nuovo centro abitato Marino, volendo escludere la fumosa menzione di una "possessio Marinas" tra i beni donati dall'imperatore Costantino I (306-337) alla basilica cattedrale di San Giovanni Battista in Albano Laziale sotto il pontificato di papa Silvestro I (314-335), risale al 1090 o al più tardi al 1114.
Il Cristianesimo fu predicato nell'area albana e tuscolana probabilmente da san Pietro apostolo e san Paolo di Tarso in persona: il culto di questi santi sui Colli Albani è sicuramente molto antico, poiché nel territorio di Grottaferrata al XII miglio della via Latina nel VII secolo era attestata una "basilica Sancti Petri" da cui dipendevano una "sella Petri" ed un "prata Pauli" collocabili nell'attuale territorio criptense, mentre nel territorio marinese nell'VIII secolo esisteva una "massa Pauli ex corpore patrimonium Appiae" e nel X secolo un "mons Paulelli". Ancora oggi, una sopravvivenza di toponimi legati ai due "principi degli apostoli" (ma anche alle proprietà dei Valerii Messallae, nobile famiglia romana) si trova in località come Santi Apostoli, Paolina, magari anche Castel de' Paolis e Tor Messer Paoli, tutte gravitanti nella medesima area di confine tra Marino, Grottaferrata e Ciampino.

## Descrizione

### Resti epigrafici

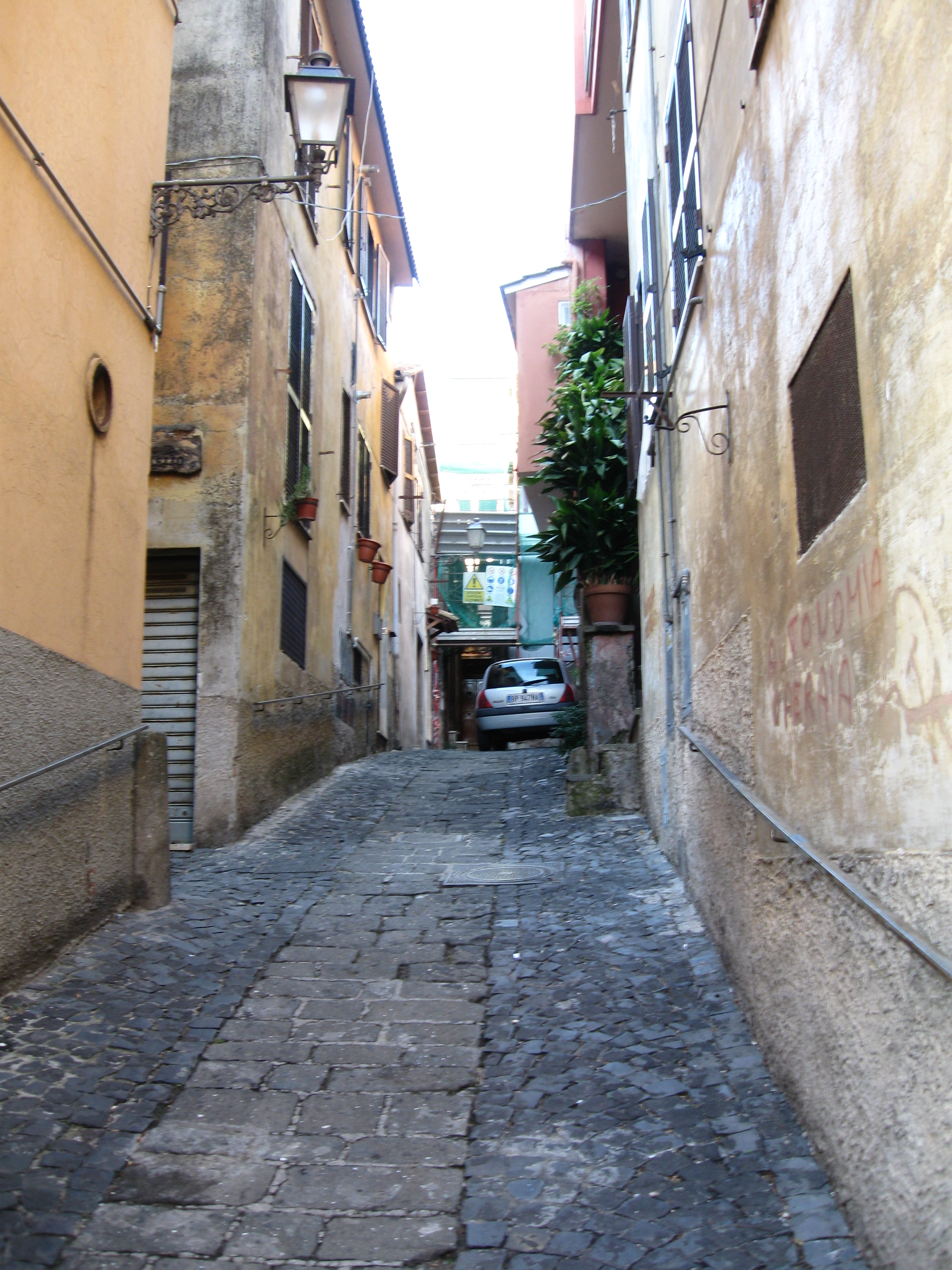
Un vicolo del rione Castelletto al centro di Marino.

Sono stati rinvenuti abbondanti materiali epigrafici inerenti a Castrimoenium, trovati sparsi in diverse località: nella ex vigna Soldini in località Santissimi Apostoli CIL XIV, 2469, nella ex vigna Ingami a Castel de' Paolis fu rinvenuto il famoso blocco di cui a CIL XIV, 2474, mentre nella "vigna Septimi" (in passato localizzata a Castel de Paolis o presso la villa Colonna di Bevilacqua, ed ora identificata in località Castellano lungo la via Romana a Ciampino) sono stati identificati i testi CIL XIV, 2454, CIL XIV, 2457, CIL XIV, 2459, CIL XIV, 2462, CIL XIV, 2460, CIL XIV, 2471, CIL XIV, 2472; in un sito non determinato del territorio marinese si scoprì l'iscrizione funeraria di cui a CIL XIV, 2467, mentre addirittura ad Albano Laziale presso la chiesa di San Paolo era conservata l'iscrizione del CIL XIV, 2468.
L'epigrafe CIL XIV, 2461 è stata ritrovata in località Castellano, probabilmente ancora nel sito originario.
La famosa stele sepolcrale di cui a CIL XIV, 2466, che permette di far luce sulla situazione urbanistica del municipium, fu ritrovata a dire dell'erudito Luca Olstenio nel 1632 presso la villa Colonna di Belpoggio vicino al centro di Marino, mentre per Girolamo Torquati sarebbe stata ritrovata presso i Giardini Colonna nell'attuale quartiere Borgo Garibaldi.
Proprio questa epigrafe parla di una risoluzione presa dal consiglio dei decurioni castrimeniense nel 31 su proposta di Lucio Cornelio Pupillo di seppellire Marco Giunio Monimo, liberto di Silano, in un luogo privilegiato di proprietà municipale, "honoris causa": tale luogo era situato fuori dalla porta Mediana, tra una schola, il rivus Aquae Albanae ed un columnar publicum.
L'esistenza di una porta Mediana (anche denominata principalis dextra), fatto comune anche ad altri castra romani, indica che Castrimoenium seguiva la pianta tipica degli accampamenti fortificati romani articolata su due assi ortogonali. Girolamo Torquati, che collocava il centro della città presso Castel de' Paolis, sostenne che la porta Mediana si aprisse verso l'attuale centro di Marino. Giuseppe Tomassetti ha provato a decifrare gli elementi dati dall'epigrafe come punti di riferimento: il rivus Aquae Albanae potrebbe essere la marana delle Pietrare, ed il columnar publicum una cava di peperino, pietra vulcanica estratta comunemente a Marino fino alla seconda metà del Novecento.